# Никола Никша Косић
Никола Никша Косић (Херцег Нови, 1953) српски је сликар и вајар из Црне Горе.

## Биографија
Никола Никша Косић је дипломирао на Академији ликовних уметности у Београду. Најзначајније изложбе имао је у Паризу и Бијеналу скулптуре у Равени. Аутор је бисте руског царског адмирала, грофа Марка Војновића у старом граду у Херцег Новом.